# Bäcks, Sjundeå
Bäcks är en by och en före detta egendom i Sjundeå i Finland. Byn är belägen på en plats där flera bäckar flyter samman och bildar Kyrkån. I byn fanns även Bäcks gård som tidigare hette Bäckeby. Gården omnämns första gången i skriftliga källor år 1517 i samband med gränsen mellan Bäck och Dansbacka i ett dombrev.